# خاسماني كامبوس
خاسماني كامبوس دافالوس (بالإسبانية: Jhasmani Campos)‏ (مواليد 10 مايو 1988 في سانتا كروز دي لا سييرا) هو لاعب كرة قدم بوليفي يجيد اللعب كلاعب وسط مع نادي الدوري الكويتي الممتاز كاظمة ومنتخب بوليفيا لكرة القدم.

## مسيرته الكروية
لعب خاسماني كامبوس خلال مسيرته الاحترافية مع 8 أندية في ستة عشر موسمًا وسجل خلالها 85 هدفًا ضمن 388 مباراة. ولم يفز بأي موسم بالكأس وفاز في ثلاثة مواسم بالدوري.
خاض خاسماني كامبوس مسيرته مع أورينتي بيتروليرو في موسم 2006 ليلعب معه ستة مواسم، مشاركًا في 137 مباراة سجل خلالها 27 هدفًا. ثم انتقل إلى نادي بوليفار في موسم 2011–12 في المرة الأولى ولمدة موسمين ثم في موسم 2014–15 لمدة موسم واحد، حيث شارك طوالها في 72 مباراة سجل خلالها 18 هدفًا. لينتقل بعدها إلى نادي معيذر في موسم 2013–14 لمدة موسم واحد، مشاركًا في 23 مباراة سجل خلالها 9 أهداف. ثم انتقل إلى نادي كاظمة في موسم 2015–16 لمدة موسم واحد، مشاركًا في 30 مباراة سجل خلالها 5 أهداف. هذا وانتقل لاحقًا إلى Sport Boys Warnes ‏ في موسم 2016–17 لمدة موسم واحد، مشاركًا في 20 مباراة سجل خلالها 8 أهداف. ثم انتقل بعدها إلى نادي باثوم يونايتد ما بين عامي 2017 و2018 لمدة موسم واحد، مشاركًا في 31 مباراة سجل خلالها 10 أهداف. ليعود وينتقل من جديد، لكن هذه المرة إلى نادي ذي سترونغيست في عامي 2018-2020 ولمدة موسمين، مشاركًا في 67 مباراة سجل خلالها 8 أهداف.

## روابط خارجية
- خاسماني كامبوس على ESPN سوكرنت
- خاسماني كامبوس على موقع إي إس بي إن إف سي (الإنجليزية)
- خاسماني كامبوس على موقع قاعدة بيانات كرة القدم.إي يو (الإنجليزية)
- خاسماني كامبوس على موقع ناشيونال فوتبول تيمز (الإنجليزية)
- خاسماني كامبوس على موقع Soccerway.com (الإنجليزية)
- خاسماني كامبوس على موقع عالم كرة القدم.نت (الإنجليزية)
- خاسماني كامبوس على موقع كووورة
- خاسماني كامبوس على موقع AS.com (الإسبانية)